# 20 Dywizja Piechoty (Imperium Rosyjskie)
20 Dywizja Piechoty (ros. 20-я пехотная дивизия) – związek taktyczny Armii Imperium Rosyjskiego.
W 1914 wchodziła w skład 1 Kaukaskiego Korpusu Armijnego. Sztab dywizji stacjonował w Achalciche.

## Struktura organizacyjna
Organizacja w 1914
- Dowództwo dywizji (Achalciche)
- 1 Brygada Piechoty (Achalciche)
  - 77 pułk piechoty
  - 78 pułk piechoty
- 2 Brygada Piechoty (Kars)
  - 79 pułk piechoty
  - 80 pułk piechoty
- 20 Brygada Artylerii